# Donna Weinbrecht
Donna Weinbrecht, née le 23 avril 1965 à Hoboken, est une skieuse acrobatique américaine spécialisée dans les épreuves de bosses.

## Biographie
Au cours de sa carrière, elle a notamment remporté le titre olympique lors des Jeux olympiques d'hiver de 1992 à Albertville (France) et un titre de championne du monde aux bosses lors des championnats du monde 1991 à Lake Placid (États-Unis).

## Palmarès

### Ski acrobatique
| Édition/Discipline | Bosses |
| JO 1992            | Or     |
| JO 1994            | 7e     |
| JO 1998            | 4e     |

### Championnats du monde
| Édition/Discipline | Bosses |
| Mondiaux 1989      | Argent |
| Mondiaux 1991      | Or     |
| Mondiaux 1995      | 5e     |
| Mondiaux 1997      | Argent |
| Mondiaux 2001      | 30e    |

### Coupe du monde
- Meilleur classement au général : 2e en 1990 et 1996.
- 5 petits globe de cristal :
  - Vainqueur du classement bosses en 1990, 1990, 1992, 1994 et 1996.
- 70 podiums dont 46 victoires.